# Ussel (Corrèze)
Ussel je francouzské město v departementu Corrèze v regionu Nová Akvitánie ve střední Francii. Jeho obyvatelé si říkají Ussellois nebo Usselloises. Město je známé pro své půvabné staré městské uličky a pro svou jedinečnou přírodní krajinu, která nabízí ideální prostředí pro relaxaci a dovolenou.

## Geografie
Sousední obce: Lignareix, Saint-Pardoux-le-Vieux, Saint-Pardoux-le-Neuf, Aix, Chaveroche, Saint-Fréjoux, Saint-Angel, Mestes a Saint-Exupéry-les-Roches.
Obcí protéká řeka Diège.

## Historie
V 70. letech 20. století byly k městu připojeny obce La Tourette a Saint-Dézery.

## Vývoj počtu obyvatel
Počet obyvatel

## Partnerská města
- Auray